# Franz Winkelmeier
Franz Winkelmeier (surnommé le géant de Friedburg-Lengau), est né le 27 avril 1860 à Lengau en Haute-Autriche et est mort le 24 août 1887 dans la même ville. Il était le plus grand homme de son époque, ayant une taille de 2,59 mètres.

## Biographie
Franz Winkelmeier nait à Lengau comme fils d’une famille de mercenaires[réf. nécessaire]. Jusqu’à l’âge de 14 ans, il grandit normalement, puis commença à grandir plus rapidement.
Le 6 octobre 1881 il se présente en public à Braunau, sur Inn. Ensuite, des présentations (organisées par un citoyen de sa ville natale) suivirent en Basse Autriche, en Styrie, en Carinthie, à Trieste, à Fiume, en Hongrie et en Transylvanie. Penant l´été 1885, il se produit dans le Tyrol, puis, les mois suivants, au théâtre Concordia de Berlin. 
Après des présentations dans plusieurs autres villes allemandes il se produit au théâtre parisien des Folies Bergère. Le 9 novembre il arrive à Londres et est présenté le 22 juin 1887 à la reine Victoria.
Juste après son retour au pays, il meurt d’une tuberculose du poumon. Sa tombe se trouve au cimetière de Lengau. Dans le restaurant Au Géant à Friedburg, on peut y voir des souvenirs[réf. nécessaire].    
À l´occasion de son 150e anniversaire, un colloque est prévu à Lengau du 23 au 25 avril 2010[réf. nécessaire].